# دوروثيا غروسمان
دوروثيا غروسمان (بالإنجليزية: Dorothea Grossman)‏ هي كاتِبة وشاعرة أمريكية، ولدت في 1937 في فيلادلفيا في الولايات المتحدة، وتوفيت في 6 مايو 2012 في لوس أنجلوس في الولايات المتحدة.